# Musée d'art et d'histoire du judaïsme
Musée d'art et d'histoire du judaïsme (Muzeum umění a dějin judaismu) je muzeum věnované židovské kultuře, které se nachází v Paříži ve 3. obvodu v ulici Rue du Temple 71. Sídlí v paláci Hôtel de Saint-Aignan ze 17. století. Muzeum bylo otevřeno 1. prosince 1998. Muzeum založilo město Paříž společně s francouzským ministerstvem kultury.
V roce 2006 se v muzeu konala výstava o Alfredu Dreyfusovi a jeho aféře, při které bylo shromážděno na 3000 dobových předmětů. Dreyfusova socha stojí i na nádvoří, kde je zobrazen se zlomeným mečem.

## Stálá expozice
Muzeum je rozděleno do několika tematických celků týkající se historie a umění:
- Židé ve Francii ve středověku
- Židé v Itálii od renesance do 18. století
- Chanuka
- Amsterdam, setkání dvou diaspor
- Příští rok v Jeruzalému (výstava věnovaná židovskému Jeruzalému)
- Tradiční svět Aškenázů
- Tradiční svět Sefardů
- Emancipace: francouzský způsob
- Intelektuální a politické hnutí v Evropě na přelomu 19. a 20. století
- Židé v umění 20. století
- Sál Michela Kikoina (obrazová galerie)